# کاموف-۲۵
کاموف کا-۲۵ (به انگلیسی: Kamov Ka-25) یک بالگرد ساختِ کارخانهٔ کاموف در کشور اتحاد جماهیر سوسیالیستی شوروی و روسیه است که در سال ۱۹۶۵–۱۹۷۷ ساخته شد. نخستین استفاده‌کنندهٔ این بالگرد نیروی دریایی شوروی بوده‌است. این بالگرد برای نخستین بار در ۲۶ آوریل ۱۹۶۳ میلادی مورد استفاده قرار گرفت.